# 강원특별자치도동해안산불방지센터
강원특별자치도동해안산불방지센터는 대형산불에 취약한 강원 동해안 지역에 산불대응 강화를 목적으로 강원특별자치도, 영동지역 6개 시·군 등 지자체와 산림청, 기상청 등이 공동으로 설립한 산불 대응 협업 기관이다.

## 연혁
- 2023.06.11 : 강원특별자치도동해안산불방지센터로 명칭 변경
- 2018.11.01 : 강원도동해안산불방지센터 개소식 개최
- 2018.09.21 : 강원도동해안산불방지센터 기구 설치(강원도 행정기구설치 조례)
- 2018.08.20 : 강원도동해안산불방지센터 TF팀 구성ᆞ운영
- 2018.06.16 : 행정안전부 동해안산불방지센터 운영ᆞ승인
- 2017.05.08 : 대통령 동해안권 산불방재센터 신설 필요성 언급

## 운영체계
- 헬기, 장비, 인력 등 동해안권역 진화자원 센터에서 총괄 통합 운영
- 통합진화자원 운영 및 상황관리[3]

## 주요임무

### 상황대응실
- 동해안 권역 산불방지 정책 수립
- 산불방지대책본부 구성·운영
- 산불상황 접수·전파 등 상황관제
- 공중(헬기) 및 지상 진화자원 통합관리
- 산불재난 위기대응 매뉴얼 운영
- 산불관련 동향파악 및 산불예방 일일예보
- 동해안산불방지 백서 편찬
- 산불관련 주요시책 발굴 및 개선

### 통합지원실
- 유관기관 협의회 운영 등 사전 대비태세 유지
- 산불현장통합지휘본부 운영
- 산불대응 진화자원 교육·훈련, 산불재난특수진화대 운영
- 산불확산 분석 연구, 산불피해 저감대책 수립
- 실시간 기상상황 모니터링, 산불 위기징후 분석·평가
- 현장점검 등 입산통제구역 등 취약지역 관리
- 산불예방 홍보 및 캠페인 전개
- 산불조사 감식, 산불대응 평가 등 재발방지 활동